# 大坂町 (瀬戸市)
大坂町（おおさかちょう）は、愛知県瀬戸市山口連区の町名。丁番を持たない単独町名である。

## 地理
- 瀬戸市の南部に位置する[8]。西を今林町、北を八幡台、東を矢形町、南を池田町・石田町と隣接している[8]。
- 山麓の旧道沿いに弘法堂・庚申碑・武田信玄石碑・本泉寺墓地が続く[8]。
- 丘陵を整地して、山口団地などの住宅や工場の建設も進む[8]。

### 河川
- 今林川（矢田川（山口川）支流） ： 町の南部を南流している。
- 米泉川（矢田川（山口川）支流） ： 町の北西端、八幡台との町境を西流している。

- 今林川（大坂町内）
- 米泉川（大坂町・八幡台境）

### 学区
市立小・中学校に通う場合、学区は以下の通りとなる。また、公立高等学校に通う場合の学区は以下の通りとなる。
| 番・番地等 | 小学校               | 中学校             | 高等学校 |
| ---------- | -------------------- | ------------------ | -------- |
| 全域       | 瀬戸市立幡山東小学校 | 瀬戸市立幡山中学校 | 尾張学区 |

## 歴史

### 町名の由来
- この地は、かつて大字山口字大坂の一部で、町名設定の際に大坂の字名を残すため、大坂町にしたといわれる。古書には逢坂とあり、今の大坂のことと推察される[11]。

### 沿革
- 1981年（昭和56年）3月31日 - 瀬戸市大字山口字大坂・石田・池田・六反田の各一部により、同市大坂町として成立[2]。
- 1985年（昭和60年）3月25日 - 八幡台7・8丁目の一部を編入[12]。

## 世帯数と人口
2024年（令和6年）2月1日現在の世帯数と人口は以下の通りである。
| 町丁   | 世帯数  | 人口  |
| ------ | ------- | ----- |
| 大坂町 | 236世帯 | 531人 |

### 人口の変遷
国勢調査による人口の推移
| 1995年（平成7年）  | 524人 | [ 13 ] |  |
| 2000年（平成12年） | 509人 | [ 14 ] |  |
| 2005年（平成17年） | 524人 | [ 15 ] |  |
| 2010年（平成22年） | 507人 | [ 16 ] |  |
| 2015年（平成27年） | 510人 | [ 17 ] |  |
| 2020年（令和2年）  | 538人 | [ 18 ] |  |

### 世帯数の変遷
国勢調査による世帯数の推移。
| 1995年（平成7年）  | 146世帯 | [ 13 ] |  |
| 2000年（平成12年） | 163世帯 | [ 14 ] |  |
| 2005年（平成17年） | 196世帯 | [ 15 ] |  |
| 2010年（平成22年） | 207世帯 | [ 16 ] |  |
| 2015年（平成27年） | 213世帯 | [ 17 ] |  |
| 2020年（令和2年）  | 232世帯 | [ 18 ] |  |

## 交通

### 鉄道
町内に鉄道は走っていない。最寄り駅は愛知環状鉄道・愛知環状鉄道線山口駅になる。

### バス
瀬戸市コミュニティバス「上之山線」
- 瀬戸駅前 - 瀬戸口駅 - 山口駅 - サンヒル上之山 - 八草駅 系統が走っているが、町内にバス停はない。最寄りのバス停は、今林町バス停・山口郵便局バス停[注釈 3]になる。

### 道路
町内を国道・県道は走っていない。

## 施設
- 瀬戸山口郵便局 ： 窓口は平日のみ、ATMは土日祝も営業。駐車場は4台[19]。
- クラフト悠季 ： 自宅・工房併設の小さなギャラリー。オリジナルの注文にも応じてくれる[20]。
- 和菓子処 三好屋老泉 ： 職人手作りの生菓子とお土産に最適な郷土銘菓を多数取り揃えている[21]。
- 大坂町ちびっこ広場 ： 町の北部にある小さな公園。ブランコ・すべり台・鉄棒がある。

- 瀬戸山口郵便局
- クラフト悠季
- 和菓子処 三好屋老泉
- 大坂町ちびっこ広場

## その他

### 日本郵便
- 郵便番号 : 489-0867[6]（集配局：瀬戸郵便局[22]）。